# Severin Blindenbacher
Severin Blindenbacher (Zurigo, 15 marzo 1983) è un hockeista su ghiaccio svizzero professionista che gioca nel ruolo di difensore per gli ZSC Lions. Venne scelto in 273ª posizione assoluta dai Phoenix Coyotes nell'NHL Entry Draft 2001.

## Carriera

### Club
Fino al 2005 Severin Blindenbacher giocò per i Kloten Flyers, prima di passare al club della sua città natale, gli ZSC Lions. A Kloten giocò nelle giovanili, per fare il debutto nella massima lega nella stagione 2000-01. Mentre giocava con il Kloten, venne scelto in 273ª posizione dai Phoenix Coyotes nell'NHL Entry Draft 2001. Passato allo ZSC Lions, vinse nel 2008 il campionato svizzero e la Champions Hockey League nel 2009. A partire dall'estate del 2009 si trasferì ai campioni svedesi in carica, i Färjestad BK, nella Elitserien.
All'inizio della stagione 2010-11 Blindenbacher tentò l'avventura oltre oceano, firmando un contratto con i Dallas Stars. Dopo il consueto campo di allenamento venne mandato dagli Stars al farm team dei Texas Stars, squadra di AHL. Nel marzo del 2011, un mese dopo la fine del suo ingaggio con gli Stars, Blindenbacher decise di tornare a Zurigo, tramite un contratto valido a partire dalla stagione 2011-12, successivamente rinnovato fino al 2017.

### Nazionale
Il primo torneo importante a cui Blindenbacher partecipò con una nazionale giovanile fu il Campionato Mondiale U18 nel 2011, nel quale portò la selezione rossocrociata a vincere la medaglia d'argento. Sempre nello stesso anno prese parte anche al Campionato Mondiale U20. Venne convocato con la selezione U20 anche nel 2002 e 2003, prima di poter finalmente portare la maglia della selezione maggiore, con la quale giocò i Campionati Mondiali del 2003, 2005, 2006, 2007, 2008, 2009 e 2012, così come pure due Olimpiadi, nel 2006 e nel 2010. In occasione del mondiale del 2013 conquistò la medaglia d'argento, la prima in carriera.

## Palmarès

### Club
- Campionato svizzero: 3

 ZSC Lions: 2007-2008; 2011-2012, 2013-2014
- Champions Hockey League: 1

 ZSC Lions: 2008-2009